# كادنيكوف
كادنيكوف (بالروسية: Кадников) هي إحدى مدن روسيا في الكيان الفدرالي الروسي فولوغدا أوبلاست.